# Menestore
Menestore (in greco antico: Μενέστωρ?, Menésto̱r; Sibari, V secolo a.C. – ...) è stato un filosofo e botanico greco antico.

## Biografia
Giamblico nel suo Catalogo lo include tra i pitagorici di Sibari. Egli non appare, però, in nessun'altra fonte filosofica, incluse le Opinioni dei fisici di Teofrastoː ciò porta a supporre che Menestore fosse interessato soprattutto al mondo delle piante, e il suo libro non conteneva le sezioni che erano solite apparire negli scritti dei filosofi naturalisti.

## Opere
Menestore risulta come il primo autore conosciuto di uno scritto specifico sulle pianteː egli è, infatti, menzionato più frequentemente di molti altri nelle opere botaniche di Teofrasto.  
Usando l'opposizione caldo/freddo in modo forse analogo ad Alcmeone, Menestore aveva diviso le piante in "calde" e "fredde".